# Pseudocoris aurantiofasciata
Pseudocoris aurantiofasciata е вид бодлоперка от семейство Labridae. Видът не е застрашен от изчезване.

## Разпространение и местообитание
Разпространен е в Австралия, Индонезия, Китай, Кокосови острови, Малайзия, Острови Кук, Палау, Провинции в КНР, Тайван, Френска Полинезия и Япония.
Обитава морета и рифове. Среща се на дълбочина от 17 до 25 m, при температура на водата от 27,1 до 27,2 °C и соленост 34,9 ‰.

## Описание
На дължина достигат до 20 cm.